# Кампания «Нет торговле людьми»
Кампания «Нет торговле людьми» или «Положить конец торговле людьми прямо сейчас» (англ. End Human Trafficking Now (EHTN)) была основана в 2006 году с целью объединить бизнес в борьбе с торговлей людьми и современным рабством.  
Кампания выросла из «Круглого стола бизнес-сообщества против торговли людьми», встречи, состоявшейся 23 января 2006 г. в Афинах, Греция.  Цель «Круглого стола» заключалась в том, чтобы собрать вместе бизнес-лидеров и генеральных директоров из частного сектора, представителей неправительственных организаций (НПО), международных организаций и правительств, чтобы поделиться своим опытом, найти общую позицию и разработать меры по борьбе с торговлей людьми. Встреча была организована под эгидой Министерства иностранных дел Греции и проходила при поддержке видных международных организаций по борьбе с торговлей людьми: Международной организации по миграции (МОМ), Фонда Организации Объединенных Наций для развития в интересах женщин (UNIFEM), Управления Организации Объединенных Наций по наркотикам и преступности (UNODC), Всемирного банка. и Женевского центра демократического контроля над вооруженными силами (DCAF).  Среди известных гостей были королева Швеции Сильвия, королева Бахрейна Сабика, бывший генеральный секретарь ООН Бутрос Бутрос-Гали, генеральный секретарь Интерпола Рональд Ноубл и французский композитор Жан Мишель Жарр. 
На собрании был выработан набор этических принципов по борьбе с торговлей людьми, которые стали известны как Афинские этические принципы.  Все подписавшие заявляют о нулевой терпимости к ведению дел с предприятиями, которые получают выгоду от торговли людьми, и обещают
1. Четко продемонстрировать позицию нулевой терпимости к торговле людьми, особенно торговля женщинами и детьми, в целях сексуальной эксплуатации.
2. Содействовать предотвращению торговли людьми, включая образование и проведение кампаний по повышению осведомленности.
3. Разработать корпоративную стратегию политики по борьбе с торговлей людьми, которая будет пронизывать всю нашу деятельность.
4. Убедиться, что наш персонал полностью соблюдает политику по борьбе с торговлей людьми.
5. Поощрять деловых партнеров к применению этических принципов против торговли людьми.
6. В целях усиления правоприменения призывать правительства инициировать процесс пересмотра законов и других актов, прямо или косвенно связанных с усилением политики по борьбе с торговлей людьми.
7. Сообщать и делиться информацией о лучших практиках. [7]

Первой компанией, которая присоединилась к этим принципам, была Manpower Inc. 
По состоянию на 2012 год Принципы подписало более 12.500 корпораций. 

## Члены правления
Президент Совета: г-н Дэвид Арклесс, президент по корпоративным и государственным вопросам, ManpowerGroup.Исполнительный вице-президент Совета: д-р Алея Эль Биндари Хаммад, председатель Целевого фонда добровольных взносов ООН для жертв торговли людьми и советник доброй воли УНП ООН по вопросам действий деловых кругов против торговли людьми
Члены правления :
- Г-н Чарльз С. Адамс, младший управляющий партнер, Akin Gump Hauer & Feld LLP
- Джеффри Авина, директор Microsoft Inc. по делам гражданства и Сообщества на Ближнем Востоке и в Африке
- Г-жа Аня Эбнетер, помощник директора, руководитель специальных программ, Женевский центр демократического контроля вооруженных сил
- Г-жа Тереза Гасто, приглашенный лектор по глобальному управлению, Университет Пантеон-Ассас
- Д-р Тахер Хелми, партнер, Baker & McKenzie
- Д-р Ноэлин Хейзер, заместитель Генерального секретаря Организации Объединенных Наций и Исполнительный секретарь Экономической и социальной комиссии Организации Объединенных Наций для Азии и Тихого океана
- Г-жа Анн-Мари Лизен, председатель Комитета по международным отношениям и обороне Сената Бельгии
- Г-н Сами Савирис, председатель и главный исполнительный директор, Orascom Development Holding AG
- Г-н Валид Шаш, член исполнительного управления, Union Bancaire Privée
- Г-жа Зохре Табатабай, управляющий партнер, Quince Partners
- Г-н Аурет ван Херден, президент и генеральный директор Ассоциации справедливого труда
- Г-жа Марианна Вардинояннис, президент Фонда Марианны Вардинояннис [10]